# Chloe Ferrari
Chloe Ferrari est une joueuse de volley-ball américaine née le 21 juillet 1992 à Fresno (Californie). Elle mesure 1,85 m et joue au poste de centrale.

## Clubs
| Club                    | De        | À         |
| ----------------------- | --------- | --------- |
| University of San Diego | 2010-2011 | 2012-2013 |
| Dresdner SC             | 2014-2015 | …         |

## Palmarès

### Équipe nationale
- Coupe panaméricaine
  - Finaliste : 2014[2]

### Clubs
- Championnat d'Allemagne
  - Vainqueur : 2015.